# Carrollton (Alabama)
Carrollton é uma cidade  localizada no estado americano do Alabama, no Condado de Pickens.

## Demografia
Segundo o censo americano de 2000, a sua população era de 987 habitantes.
Em 2006, foi estimada uma população de 957, um decréscimo de 30 (-3.0%).

## Geografia
De acordo com o United States Census Bureau, a localidade tem uma área de 5,4 km², dos quais 5,3 km² cobertos por terra e 0,1 km² cobertos por água. Carrollton localiza-se a aproximadamente 67 m acima do nível do mar.

## Localidades na vizinhança
O diagrama seguinte representa as localidades num raio de 24 km ao redor de Carrollton.